# Home Nations Championship 1936
Nach dem Ausschluss Frankreichs wurde das Rugby-Union-Turnier Five Nations (heute Six Nations) von 1932 bis 1939 als Home Nations Championship mit vier britischen Mannschaften weitergeführt. Das Turnier des Jahres 1936 fand vom 18. Januar bis zum 21. März statt. Turniersieger wurde Wales.

## Teilnehmer
| Land       | Stadion                        | Stadt             | Kapitän                  |
| ---------- | ------------------------------ | ----------------- | ------------------------ |
| England    | Twickenham Stadium             | London            | Bernard Gadney           |
| Irland     | Lansdowne Road                 | Dublin            | Jack Siggins             |
| Schottland | Murrayfield Stadium            | Edinburgh         | Charles Dick             |
| Wales      | Cardiff Arms Park / St Helen’s | Cardiff / Swansea | Idwal Rees / Claud Davey |

## Tabelle
|    | Land       | Spiele | Siege | Unent. | Ndlg. | Spiel- punkte | Diff. | Tabellen- punkte |
| -- | ---------- | ------ | ----- | ------ | ----- | ------------- | ----- | ---------------- |
| 1. | Wales      | 3      | 2     | 1      | 0     | 16:3          | + 13  | 5                |
| 2. | Irland     | 3      | 2     | 0      | 1     | 16:10         | + 6   | 4                |
| 3. | England    | 3      | 1     | 1      | 1     | 12:14         | − 2   | 3                |
| 4. | Schottland | 3      | 0     | 0      | 3     | 15:32         | − 17  | 0                |

## Ergebnisse
| 18. Januar 1936 | Wales   | 0 : 0 | England | St Helen’s, Swansea Zuschauer: 50.000 Schiedsrichter: Frank Haslett (Wales) |
| 18. Januar 1936 | Bericht |       |         | St Helen’s, Swansea Zuschauer: 50.000 Schiedsrichter: Frank Haslett (Wales) |

| 1. Februar 1936 | Schottland       | 3 : 13        | Wales                                             | Murrayfield Stadium, Edinburgh Schiedsrichter: Cyril Gadney (England) |
| 1. Februar 1936 | Versuche: Murray | (0:8) Bericht | Versuche: Davey Jones Wooller Erhöhungen: Jenkins | Murrayfield Stadium, Edinburgh Schiedsrichter: Cyril Gadney (England) |

| 8. Februar 1936 | Irland                 | 6 : 3         | England         | Lansdowne Road, Dublin Zuschauer: 36.000 Schiedsrichter: Malcolm Allan (Schottland) |
| 8. Februar 1936 | Versuche: Bailey Boyle | (0:3) Bericht | Versuche: Sever | Lansdowne Road, Dublin Zuschauer: 36.000 Schiedsrichter: Malcolm Allan (Schottland) |

| 22. Februar 1936 | Schottland         | 4 : 10         | Irland                                     | Murrayfield Stadium, Edinburgh Schiedsrichter: Wilfred Faull (Wales) |
| 22. Februar 1936 | Dropgoals: Murdoch | (0:10) Bericht | Versuche: McMahon Walker Dropgoals: Hewitt | Murrayfield Stadium, Edinburgh Schiedsrichter: Wilfred Faull (Wales) |

| 14. März 1936 | Wales                | 3 : 0         | Irland | Cardiff Arms Park, Cardiff Zuschauer: 70.000 Schiedsrichter: Cyril Gadney (England) |
| 14. März 1936 | Straftritte: Jenkins | (3:0) Bericht |        | Cardiff Arms Park, Cardiff Zuschauer: 70.000 Schiedsrichter: Cyril Gadney (England) |

| 21. März 1936 | England                          | 9 : 8         | Schottland                                        | Twickenham Stadium, London Schiedsrichter: Harold Phillips (Wales) |
| 21. März 1936 | Versuche: Bolton Candler Cranmer | (9:8) Bericht | Versuche: Shaw Erhöhungen: Fyfe Straftritte: Fyfe | Twickenham Stadium, London Schiedsrichter: Harold Phillips (Wales) |